# Ove Christensen (pianist)
 Der er flere personer med dette navn, se Ove Christensen.
Ove Christian Christensen  (født 18. august 1856 i København, død 5. november 1909 sammesteds) var en dansk pianist og professor. 
Christensen var søn af restaurator Peter Christensen og Mathilde f. Heilmann. Han viste tidligt musiskalske evner og undervistes allerede som dreng i både klaver og violin. Som 13-årig blev han elev hos pianist Edmund Neupert og violinist Valdemar Tofte. På musikkonservatoriet blev han i 1876-1877 også undervist af komponisterne Niels W. Gade og J. P. E. Hartmann. 
Efter sin afgang fra konservatoriet rejste Christensen til Sankt Petersborg, hvor han blev kejserlig kammermusiker. Først som violinist, senere som pianist. Efter ti år vendte han af helbredsmæssige årsager tilbage til København, hvor han i mindre grad deltog i koncertlivet, særligt i kammermusikken som pianist, men han trak sig med tiden helt tilbage fra offentligheden og tilbragte sine sidste mange år som sin tids mest anerkendte klaverlærer. Han blev titulær professor i 1900 og udfærdigede i 1905 et betydningsfuldt klaverpædagogisk værk Technik. Studien für Klaner zur höchsten Ausbildun. Desuden stiftede Christensen det private musikselskab Vor forening, som samlede en kreds af musikvenner i København. Hans dårlige helbred prægede ham imidlerid i høj grad, og han døde den 5. november 1909. 
Christensen giftede sig i 1883 med Alma Caroline Hedvig f. Wengler, datter af kurvemagermester Robert Wengler.